# Humedal Punta Teatinos
El humedal Punta Teatinos es una zona lacustre ubicada al costado norte de la bahía de Coquimbo, en la desembocadura de la quebrada Romeral, donde se ubica la laguna Saladita: 54 
El informe de la Unión de Ornitólogos de Chile identifica 11 sectores en el humedal y su entorno: 1) llano, 2) cerro, 3) pajonal, 4} playa, 5) dunas, 6) laguna, 7) vegas, 8) cultivos, 9) quebrada, 10) litoral rocoso y 11) bosque.